# Tiribazo
Tiribazo (in greco antico: Τιρίβαζος?, Tiríbazos; V secolo a.C. – Sardi, 365 a.C.) è stato un militare e politico persiano, satrapo persiano della Lidia durante parte del periodo in cui si svolse la Guerra di Corinto.

## Biografia
Secondo Senofonte, durante la ritirata dei Greci dopo la sconfitta di Ciro II a Cunassa (401 a.C.), Tiribazo era satrapo dell'Armenia orientale: aveva proposto  ai Greci una tregua con l'intento di attaccarli di sorpresa mentre attraversavano il suo territorio, ma il piano fallì e i Greci riuscirono addirittura a saccheggiare la tenda del satrapo. In seguito, probabilmente nel 392 a.C., Tiribazo sostituì Titrauste come satrapo della Lidia.
Nel 392 a.C. organizzò a Sardi, capitale della Lidia, una conferenza nella quale si sarebbe dovuto discutere la proposta di metter fine alla guerra di Corinto, scatenata contro Sparta da Atene, Tebe, Argo e Corinto col sostegno finanziario della Persia. Fra i diplomatici greci, per negoziare la pace bilaterale tra Sparta e l'Impero Persiano, era giunto lo spartano Antalcida, col quale Tiribalzo ritenne fosse possibile preparare accordi di più vasta portata. La conferenza di pace di Sardi non ebbe successo, ma Tiribazo, convinto che Atene fosse una minaccia per l'impero persiano nell'Egeo, versò di nascosto a Sparta, tramite Antalcida, dei fondi per ricostruire la flotta spartana.
Per contrastare gli sforzi diplomatici degli spartani, gli ateniesi risposero inviando a Sardi un'ambasciata guidata da Conone. Tiribazo, che era favorevole a Sparta, gettò Conone in prigione; ma il re Artaserse II, disapprovando il gesto di Tiribazo, lo destituì mettendo al suo posto Struta (391 a.C.) il quale, al contrario di Tiribazo, perseguì una politica filoateniese memore delle distruzioni fatte pochi anni prima in Persia dallo spartano Agesilao II.

### Dopo la guerra di Corinto
Nel 388 a.C. Antalcida, comandante della marina militare di Sparta, alleata della Persia, ottenne alcuni importanti successi navali nell'Ellesponto contro Atene; il successo spinse Artaserse a servirsi di Antalcida per imporre la pace ai nemici di Sparta; pertanto Struta venne deposto e rimpiazzato con Tiribazo che, dopo cinque anni, nel 387 a.C., tornò nuovamente al potere in Lidia. Tiribazo lavorò con Antalcida per ricostruire la flotta di Sparta e soprattutto per portare gli ateniesi e i loro alleati al tavolo dei negoziati.
Tiribazo rappresentò Artaserse ai successivi negoziati che portarono alla Pace del Re (386 a.C.). Questo trattato, più noto come "Pace di Antalcida" fu il primo esempio di "pace comune" e rappresentò un grande successo diplomatico per la Persia in quanto otteneva il riconoscimento dell'egemonia persiana sull'intera Asia Minore e delle isole di Clazomene e di Cipro.